# Assendelft
Assendelft è una città olandese facente parte della provincia dell'Olanda Settentrionale e situata nella regione della Zaan (Zaanstreek). Fa parte del comune di Zaanstad e si trova circa 13 km a nord-est di Haarlem. Assendelft fu comune autonomo fino al 1974, anno in cui fu istituito il comune di Zaanstad.
Il distretto di Assendelft, che comprende la città e il territorio circostante, ha una popolazione di 22.852 abitanti.